# Estación de Portbou
Portbou (conocida también antiguamente en castellano como Port-Bou) es una estación ferroviaria situada en el municipio español de Portbou, en la provincia de Gerona, comunidad autónoma de Cataluña. Es una estación fronteriza que tiene su equivalente francés en Cerbère. Por ello dispone tanto de vías de ancho ibérico como de ancho internacional lo que permite la circulación tanto de trenes operados por Renfe como por la SNCF.
Fue construida originalmente por TBF en 1878 y sustituida por la actual en 1929 cuando MZA que se había fusionado con la primera decidió dar a la estación un recinto de mayor envergadura al que dotó de una marquesina monumental realizada por los talleres de Joan Torras i Guardiola. 
El complejo ferroviario se completa con una importante estación de clasificación llamada Portbou Mercancías.

## Situación ferroviaria
La estación se encuentra en el punto kilométrico 97,2 de la línea Barcelona-Cerbère en su sección Massanet-Massanas a Portbou y Cerbère a 30,8 metros de altitud.

## Historia
La estación fue inaugurada el 20 de enero de 1878 con la puesta en marcha del tramo Figueras - frontera francesa de la línea que unía Barcelona con la frontera francesa. Las obras corrieron a cargo de la Compañía de los ferrocarriles de Tarragona a Barcelona y Francia o TBF fundada en 1875. En 1889, TBF acordó fusionarse con la poderosa MZA. En 1929, esta última decidió sustituir el recinto inicial por otro mayor al que añadió una amplia marquesina de vidrio y metal realizada por los talleres de Joan Torras i Guardiola. Dicha fusión se mantuvo hasta que en 1941 la nacionalización del ferrocarril en España supuso la desaparición de todas las compañías privadas existentes y la creación de RENFE. 
Desde el 31 de diciembre de 2004 Renfe Operadora explota la línea mientras que Adif es la titular de las instalaciones ferroviarias.

## El complejo ferroviario

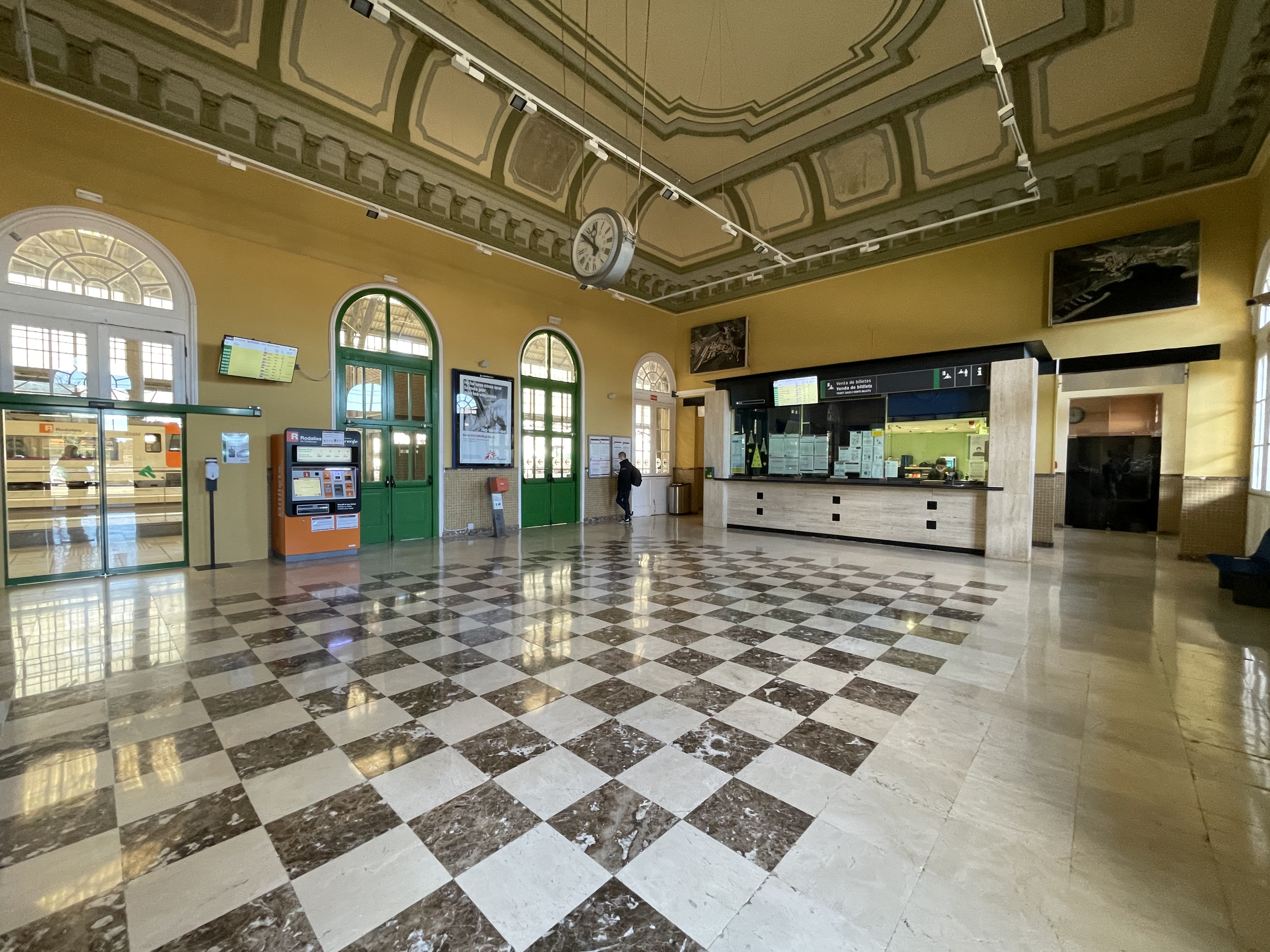
El interior del edificio de la estación.

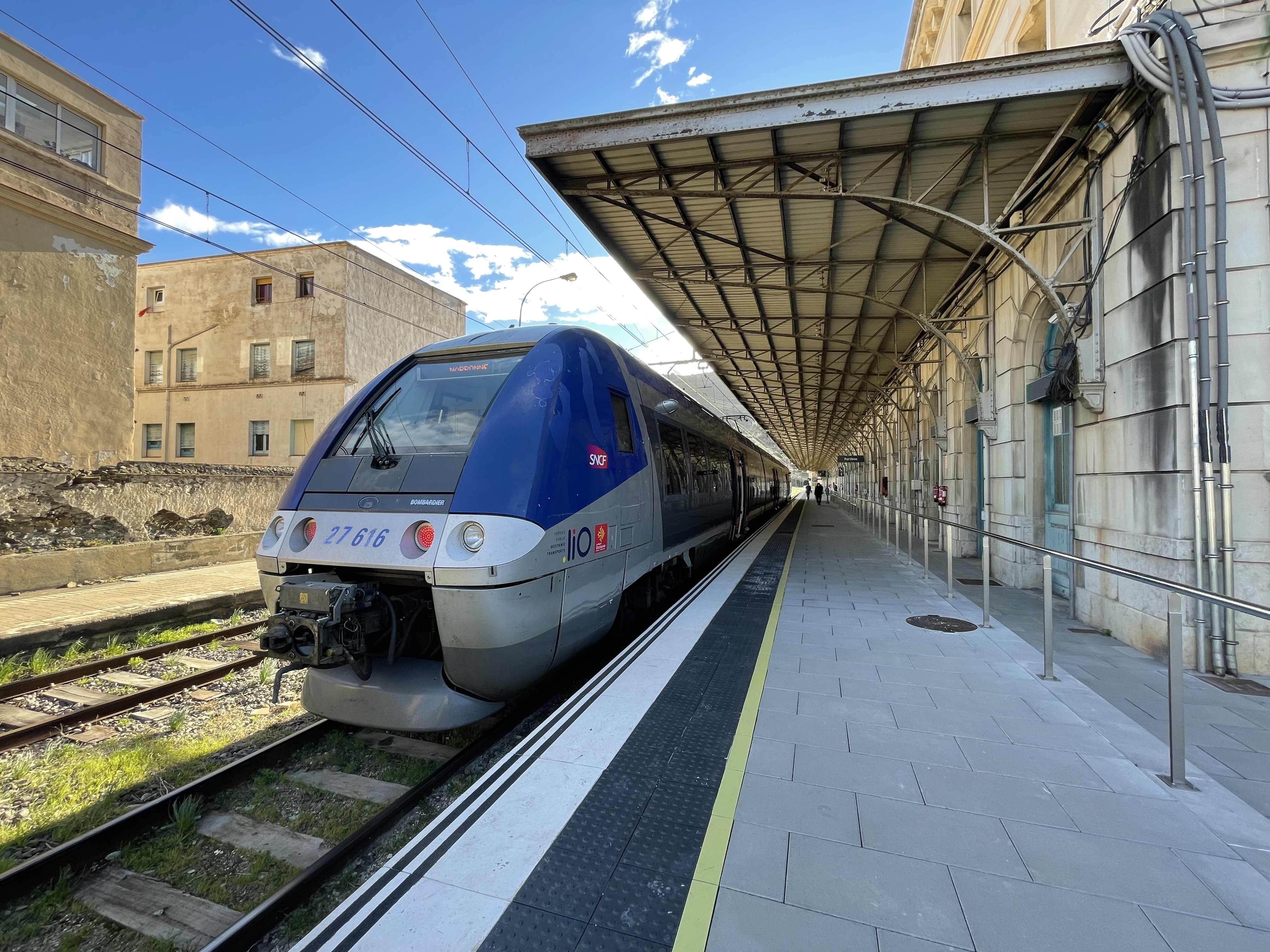
An tren SNCF en la vía de ancho internacional

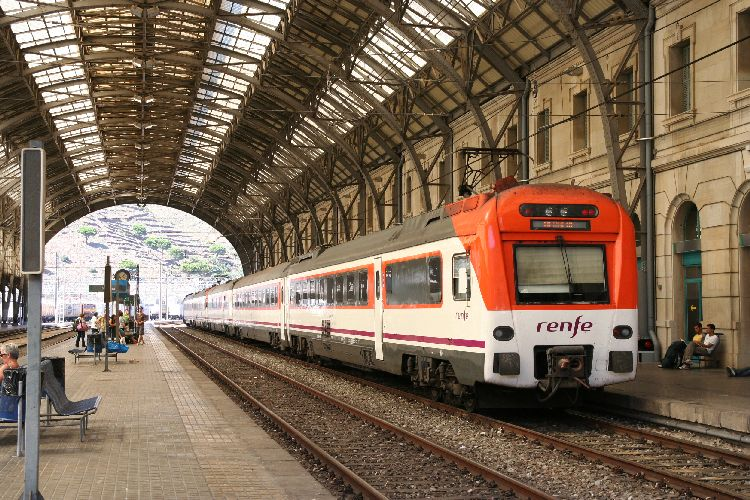
Bajo la marquesina de la estación.

Dado su carácter internacional dispone de un edificio para viajeros de grandes dimensiones de planta rectangular y tres pisos de altura. En la planta baja se encuentra el grueso de los servicios ofrecidos: venta de billetes, punto de información, oficina de la policía, cafetería y aseos. El recinto contaba con unas dependencias de aduanas que fueron cerradas tras la apertura de fronteras en Europa. En un lateral del edificio principal bajo una marquesina hay dos vías de ancho internacional y dos andenes que usan los trenes franceses que terminan su trayecto en la estación para luego regresar vacíos a Cerbère. Algo similar, pero a la inversa realizan los trenes españoles en Cerbère.
Por otra parte hay doce vías de ancho íberico: ocho principales, cuatro de ellas están bajo la marquesina monumental, dos más poseen un foso usado para revisar los convoyes y otras dos vías sirven para tareas de mantenimiento. El acceso a las vías se realiza gracias a tres andenes, uno lateral y dos centrales.
Además, existe un intercambiador de ancho instalado en 1968 y que usaban los trenes Talgo, pero en diciembre de 2013 se suprimió todo el tráfico español de Larga Distancia que pasaba por Portbou, pudiéndose llegar desde el lado español ya únicamente mediante trenes de Rodalies de Catalunya.
La estación de clasificación, llamada Portbou Mercancías está situada al oeste del recinto de viajeros y cuenta con 28 vías de diferente ancho (ibérico, internacional y mixto). Todas están electrificados y tienen una longitud que va desde los 310 metros (la más corta) hasta los 560 (la más larga). Dispone de muelles de carga cubiertos y descubiertos, fosos, rampas de transbordo, grúas y básculas.

## Servicios ferroviarios

### Larga Distancia
El tráfico de Larga Distancia con parada en la estación desapareció prácticamente en su totalidad con la puesta en marcha de los servicios de Alta Velocidad entre España y Francia. Desde entonces, el conocido como Talgo Mare Nostrum y el Estrella Costa Brava dejaron de circular por esta estación.
Durante un tiempo, el único tren de Larga Distancia en servicio fue el intercités de la SNCF procedente de París y que finalizaba su trayecto en Portbou. Desde diciembre de 2016 ese servicio también se ha suprimido, con lo cual no hay ningún servicio directo de larga distancia. 

### Media Distancia
Las relaciones de Media Distancia de Renfe y los Regionales de la SNCF conectan Portbou con Barcelona (vía Gerona), Toulouse (con transbordo), Aviñón y Narbona. Los trenes SNCF parten de Cerbère. Algunos trenes de Media Distancia RENFE tienen su estación término en Cerbère.

### Regionales Cadenciados
Esta estación es una de las tres cabeceras de la Línea R11 i la Línea RG1 de Rodalies de Cataluña